# Matheus Costa (ator)
Matheus Santos da Costa (Rio de Janeiro, 12 de março de 1998) é um ator e dublador brasileiro.

## Televisão
Estreou na televisão em 2005 na novela América, de Glória Perez, como o pequeno Rique, filho rebelde de Helô (Simone Spoladore) e Neto (Rodrigo Faro). Em 2005, fez o especial de fim de ano Quem Vai Ficar com Mário? como Pedro. Em 2006, viveu Sushi, filho adotivo de Henriqueta (Cássia Kiss), na novela Cobras & Lagartos, de João Emanuel Carneiro. No especial de fim de ano Natal das Crianças, viveu ele mesmo, e fez sua estreia no cinema, com o longa Muito Gelo e Dois Dedos D'Água, de Daniel Filho. Em 2007, fez uma rápida passagem pela dramaturgia da TV Record, como Tiago, um menino que sofria de DDA na telenovela Alta Estação, de Margareth Boury. Em 2007 participou de Duas Caras, de Aguinaldo Silva como Leone. Em 2008, despontou em Três Irmãs, de Antônio Calmon, como o espevitado Lucas, filho do protagonista Bento (Marcos Palmeira). 
Em 2009 fez o especial de fim de ano da Rede Globo, Dó Ré Mi Fábrica. Em 2010 fez seu primeiro papel dramático como Tadeu que via anjos na novela das seis Escrito nas Estrelas de Elizabeth Jhin. Em 2010 foi jovem Tulsa no musical Gypsy, O Musical de Charles Möeller e Cláudio Botelho. Em 2010 viveu o Guto, personagem do especial de fim de ano O Relógio da Aventura. Em 2011, interpretou o esperto Salim de Cordel Encantado. Em 2011 fez o filme Chico Xavier, dirigido por Daniel Filho, interpretando o protagonista na fase de 8 a 12 anos. Em 2013 fez o filme O Tempo e o Vento, baseado na obra de Érico Veríssimo, interpretando o índio Pedro Missioneiro; repetiu o papel na minissérie homônima.
Em 2012, Matheus emprestou sua voz para dublar o garoto Sean Goldman, em entrevista exibida pelo Fantástico em 27 de maio, documentando o Caso Sean Goldman. No mesmo ano teve uma participação na série Louco por Elas, em um episódio exibido em 22 de janeiro de 2013, em que interpretou Caio, colega de classe de Theodora (Laura Barreto), pelo qual Theodora se apaixonou na terceira temporada. Em 2013 abandonou o lado infantil e integra o elenco de Malhação como o determinado Guilherme. Em 2015 faz parte do elenco da peça Meninos e Meninas.

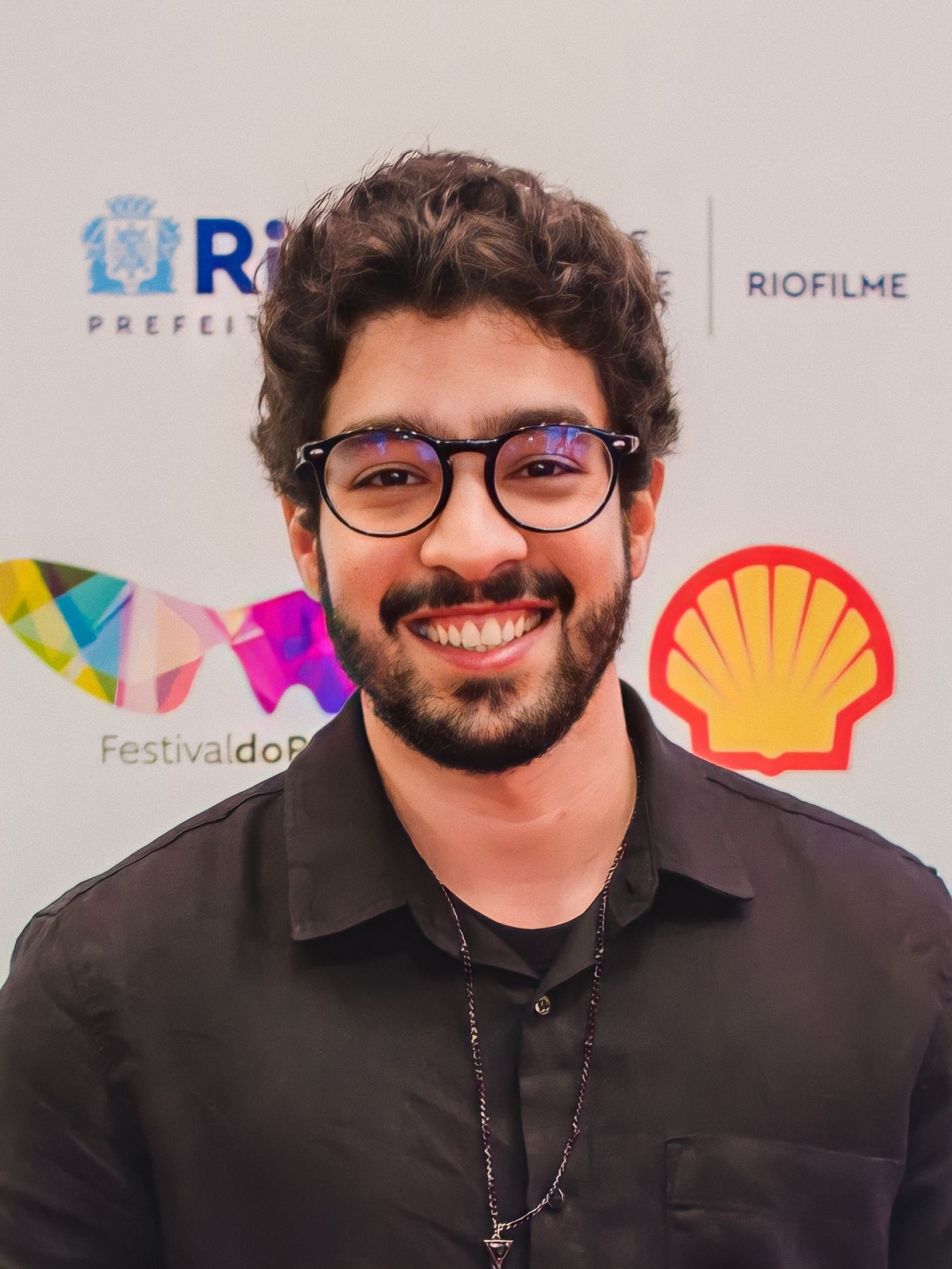
Matheus Costa na estreia de Derrapada no Festival de cinema do Rio.

Entre 2013 e 2014, integrou o elenco de Malhação Casa Cheia interprendo Guilherme Nogueira. Em 2016, protagonizou ao lado de Augusto Madeira o programa infantil Ernesto, o Exterminador de Seres Monstruosos. Em 2017 assinou com a Record TV e ao longo de quatro anos integrou o elenco das novelas O Rico e Lázaro	e Amor sem Igual. 
Em 2020, minissérie Hebe (minissérie) marcou seu retorno a TV Globo. Em 2021, participou de um episódio de Sob Pressão interprendo Joca, um rapaz com deficiência intelectual que se machucou ao cair na rua. Em 2022, retornou as novelas fazendo parte do elenco de Nos Tempos do Imperador como Mathias.

## Filmografia

### Televisão
| Ano     | Título                                                         | Personagem                         | Notas                       |
| ------- | -------------------------------------------------------------- | ---------------------------------- | --------------------------- |
| 2005    | América                                                        | Henrique Martins Barcellos (Rique) |                             |
| 2005    | Quem Vai Ficar com Mário?                                      | Pedro                              | Especial de fim de ano      |
| 2006    | Cobras & Lagartos                                              | Fernando Alvim (Sushi)             |                             |
| 2006    | Natal das Crianças                                             | Matheus                            | Especial de fim de ano      |
| 2007    | Alta Estação                                                   | Tiago                              |                             |
| 2007    | Duas Caras                                                     | Leone Alves Negroponte             |                             |
| 2008    | Três Irmãs                                                     | Lucas Rio Preto                    |                             |
| 2009    | Força-Tarefa                                                   | Juan                               | Episódio: "Apartamento 124" |
| 2009    | Dó-Ré-Mi-Fábrica                                               | Daniel                             | Especial de fim de ano      |
| 2010    | Escrito nas Estrelas                                           | Tadeu Viana                        |                             |
| 2010    | O Relógio da Aventura                                          | Guto                               | Especial de fim de ano      |
| 2011    | Cordel Encantado                                               | Salim Matos Arslan                 |                             |
| 2012    | As Brasileiras                                                 | Garoto que pede autográfo          | Episódio: "Maria do Brasil  |
| 2013    | Louco por Elas                                                 | Caio                               | Episódio: "22 de janeiro"   |
| 2013–14 | Malhação Casa Cheia                                            | Guilherme Nogueira (Gui)           |                             |
| 2016    | Ernesto o Exterminador de Seres Monstruosos e Outras Porcarias | Bartolomeu                         |                             |
| 2017    | O Rico e Lázaro                                                | Nabonido (jovem)                   | Episódios: "13–15 de março" |
| 2019–21 | Amor sem Igual                                                 | Peppe Trovatelli                   |                             |
| 2020    | Hebe                                                           | Alceu                              | Episódio: "1"               |
| 2021    | Sob Pressão                                                    | José Carlos (Joca)                 | Episódio: "26 de agosto"    |
| 2022    | Nos Tempos do Imperador                                        | Mathias                            | Episódio: "15 de janeiro"   |
| 2023–24 | Reis                                                           | Ziba                               |                             |
| 2023    | Acampamento de Magia para Jovens Bruxos                        | Gork                               |                             |
| 2024–25 | Matches                                                        | Júnior                             | Temporadas 2–3              |
| 2025    | Juntas e Separadas                                             | [ 2 ]                              |                             |

### Cinema
| Ano  | Título                         | Personagem                | Notas          |
| ---- | ------------------------------ | ------------------------- | -------------- |
| 2005 | As Três Palavras               | Menino na rua             | Curta-metragem |
| 2006 | Muito Gelo e Dois Dedos D'Água | Tiago                     |                |
| 2010 | Chico Xavier                   | Chico Xavier (criança)    |                |
| 2013 | O Tempo e o Vento              | Pedro Missioneiro (jovem) |                |
| 2019 | Cinderela Pop                  | Diego                     |                |
| 2019 | Aos Teus Olhos                 | Edu                       |                |
| 2020 | Carlinhos e Carlão             | Leonardo Nascimento (Léo) |                |
| 2023 | Desapega!                      | Guto                      |                |
| 2023 | Derrapada                      | Samuca                    |                |
| 2024 | Fazendo meu Filme              | Alberto Castelino Belluz  |                |
| 2024 | Férias Trocadas                | João                      |                |
| 2024 | Cinco da Tarde                 | André                     | [ 3 ]          |

## Dublagem
| Ano  | Título       | Personagem |
| ---- | ------------ | ---------- |
| 2004 | Os Incríveis | Rusty      |

| Ano     | Título               | Personagem |
| ------- | -------------------- | ---------- |
| 2006–12 | Desperate Housewives | Tiago      |

## Teatro
| Ano     | Título                 | Personagem |
| ------- | ---------------------- | ---------- |
| 2004    | Fala Sério             | Lucca      |
| 2007–09 | Um Cão Cheio de Idéias |            |
| 2010    | Gypsy: O Musical       |            |
| 2014–16 | Meninos e Meninas      | Felipe     |

## Prêmios & Indicações
| Ano  | Festival                      | Categoria            | Trabalho                      | Resultado |
| ---- | ----------------------------- | -------------------- | ----------------------------- | --------- |
| 2007 | Prêmio Contigo de Televisão   | Melhor Ator Mirim    | Sushi em Cobras & Lagartos    | Indicado  |
| 2009 | Prêmio Contigo! de Televisão  | Melhor Ator Mirim    | Lucas em Três Irmãs           | Indicado  |
| 2010 | Prêmio Contigo! de Televisão  | Melhor Ator Infantil | Tadeu em Escrito nas Estrelas | Venceu    |
| 2010 | Melhores do Ano               | Melhor Ator Mirim    | Tadeu em Escrito nas Estrelas | Indicado  |
| 2010 | Prêmio Top Of Business        | Melhor Ator Mirim    | Tadeu em Escrito nas Estrelas | Venceu    |
| 2011 | Prêmio Arte Qualidade         | Melhor Ator Mirim    | Salim em Cordel Encantado     | Venceu    |
| 2024 | Festival Sesc Melhores Filmes | Melhor Ator Nacional | Derrapada                     | Pendente  |